# براجاتيربو
براجاتيربو تعود أصول الكلمة إلى لغة التلغو الهندية وتعني «قرار الشعب» وهي مبادرة بحثية تشاركية حول مستقبل الغذاء والزراعة جرت في الفترة من 25 يونيو إلى 1 يوليو 2001 في مركز الاتصال الزراعي التابع لحكومة الهند في قرية ألغول، زهير أباد تالوك التابعة لمقاطعة ميداك بولاية اندرا براديش في الهند.وانطلقت المبادرة من خلال تحالف من مجموعات المجتمع المحلي، وتم اشراك مشاركة المواطنين الذين يعيشون في المناطق المهمشة من ولاية أندرا براديش واعتمدت على أساليب مثل ورش عمل لجنة تحكيم المواطنين والسيناريوهات. وخلال اجتماع عُقد في مجلس النواب في المملكة المتحدة في 18 مارس 2002، أصرت أنجاما إحدى أصحاب الحيازات الصغيرة من ولاية أندرا براديش الهندية لإصدار تقرير حول رؤية شخصية عن عملية مشاركة مثيرة للجدل تدعى «براجاتيربو».، وخلصت أنجامما وزملاؤها إلى أن المحاصيل المعدلة وراثيا لن يكون لها تأثير متوقع على الحد من سوء التغذية في ولاية أندرا براديش، كما أعربت عن قلقها بشأن تأثير الاعتماد على الأسمدة والمبيدات الصناعية على أصحاب الحيازات الصغيرة في المنطقة. ودعوا إلى تحقيق الاكتفاء الذاتي المحلي والتنمية المحلية في الزراعة والأغذية،  وبذلك انضموا إلى حركة عالمية متنامية للسيادة الغذائية.